# Ball de bastons de Sant Quintí de Mediona
El Ball de bastons de Sant Quintí de Mediona és la varietat local del ball de bastons que es balla a la vila de Sant Quintí de Mediona, localitat de l'Alt Penedès. Forma part del patrimoni cultural popular i es representa en diverses festivitats locals. Es tracta d'una manifestació festiva en què els participants, coneguts com a bastoners, executen una sèrie de coreografies mentre piquen els bastons al ritme de la música tradicional. Aquesta dansa s'ha mantingut viva gràcies a la transmissió oral i la participació de diverses generacions en les colles bastoneres locals.

## Història
El ball de bastons és una de les danses tradicionals més antigues de Catalunya, documentada des de l'edat mitjana, tot i que les seves arrels podrien ser encara més antigues, vinculades a antigues danses guerreres d'origen precristià. A Sant Quintí de Mediona, la primera referència escrita del ball de bastons data del segle XVIII, en registres municipals que mencionen la seva presència en les festes religioses i populars de la vila.
Durant el segle XIX i inicis del XX, el ball de bastons de Sant Quintí de Mediona es va consolidar com una part fonamental de les celebracions locals. Es ballava en honor al patró del poble i en altres esdeveniments importants, sovint amb la participació de colles bastoneres d'altres municipis de l'Alt Penedès i del Garraf.
Després de la Guerra Civil Espanyola, com en altres municipis catalans, la pràctica del ball de bastons va patir un cert declivi a causa de la repressió de les manifestacions culturals catalanes. No obstant això, a partir dels anys 70, amb el renaixement cultural i la recuperació de les tradicions populars, es va revitalitzar aquesta dansa i es van formar noves colles bastoneres a Sant Quintí de Mediona.
Actualment, el ball de bastons continua sent una expressió cultural viva, gràcies al treball de diverses entitats que han fomentat la seva pràctica entre infants i joves, assegurant així la continuïtat d'aquesta tradició.

## Característiques
El Ball de bastons de Sant Quintí de Mediona es caracteritza per:
- Coreografies elaborades: Es balla en grup i segueix seqüències marcades on els dansaires piquen els bastons entre ells de manera sincronitzada.
- Ús de bastons de fusta: Els bastons solen ser de fusta resistent (normalment faig o roure) i tenen una llargada d'uns 50 cm.
- Ritme i música tradicional: La dansa es realitza al ritme de melodies tradicionals tocades amb gralla i tabal, instruments típics de la música popular catalana.
- Vestimenta característica: Els bastoners solen portar faldellí, camisa blanca, faixa de colors i mocador, seguint la indumentària tradicional de les colles bastoneres catalanes.

## Participació en festes
El Ball de bastons de Sant Quintí de Mediona és un element imprescindible en diverses festes i esdeveniments de la localitat, especialment en:
- La Festa Major de Sant Quintí de Mediona (agost), on la colla bastonera local ofereix diverses exhibicions pels carrers del municipi.
- La Festa del Most, celebrada a la tardor, en què el ball de bastons també té una presència destacada.
- Trobades de colles bastoneres, on els bastoners de Sant Quintí participen en intercanvis culturals amb altres colles de Catalunya.

A més, la colla local participa en trobades organitzades per la Coordinadora de Ball de Bastons de Catalunya, un ens que agrupa diverses colles bastoneres d'arreu del territori.

## Significat i importància cultural
El Ball de bastons de Sant Quintí de Mediona és una expressió del patrimoni immaterial català i un símbol de la identitat cultural del municipi. La seva pràctica fomenta el sentiment de pertinença, la transmissió de valors col·lectius i la preservació d'un llegat que ha passat de generació en generació.
A nivell global, el ball de bastons forma part d'una gran família de danses tradicionals que es poden trobar en diverses regions d'Europa, com el Morris Dance anglès o el Ball de bastons del País Basc. No obstant això, la versió catalana té característiques pròpies que la fan única dins d'aquest conjunt de danses.
A Sant Quintí de Mediona, la dansa continua evolucionant i s'adapta als nous temps sense perdre l'essència tradicional. Les colles han introduït nous elements en les coreografies i han fomentat la participació d'infants i joves per garantir-ne la continuïtat en el futur.